# Краснопоясничный чёрный кассик
Краснопоясничный чёрный кассик (лат. Cacicus uropygialis) — вид птиц рода чёрные кассики семейства трупиаловых.

## Подвиды
Подвидов не выделяют.

## Описание
Цвет — преимущественно чёрный. Клюв бледно-жёлтого цвета. Он длинный и заострённый.
Представители данного вида имеют половой диморфизм, хотя в основном по размеру. Самец имеет длину от 28 до 30 см и массу от 68 до 70 г, а самка достигает длины 24 см и массы от 53 до 54 г.
Краснопоясничный чёрный кассик — стройная длиннокрылая птица с относительно коротким хвостом. Присутствует пятно ярко-алого цвета на нижней части спины и верхней части крестца.

## Распространение
Представители данного вида встречаются от Перу до Панамы.

## Образ жизни
Как правило, представители данного вида некрупными стайками перемещаются по опушкам, а также по пологу леса.

## Питание
Краснопоясничные чёрные кассики питаются, в основном, крупными насекомыми, паукообразными и мелкими позвоночными, но также потребляет ягоды, семена и нектар.

## Размножение
Представители этого вида строят свое гнездо из волокнистых материалов, в результате чего получается грушевидный мешок длиной от 39 до 64 см с мягким дном, свисающий с ветки дерева на высоте от 3,5 до 30 м. Самка откладывает 2 продолговатых белых яйца со светло-коричневыми или черноватыми пятнами и полосами.